# Las Monjas (Lima)
Las Monjas es un caserío peruano ubicado en el distrito de Pativilca, perteneciente a la provincia de Barranca del departamento de Lima, en la costa central del Perú. 

## Ubicación
Las Monjas se ubica al noroeste de la provincia de Barranca, en el distrito de Pativilca, en el departamento de Lima.

## Demografía
En 2017 Las Monjas tenía una población de 53 habitantes.